# Vyšné nad Hronom
Vyšné nad Hronom (hongrois : Nagyod) est un village de Slovaquie situé dans la région de Nitra.

## Histoire
Première mention écrite du village en 1264.

## Démographie

### Évolution de la population
| Année:               | 1994. | 2004.   | 2014.   | 2024.   |
| -------------------- | ----- | ------- | ------- | ------- |
| Nombre de personnes: | 195   | 192     | 183     | 176     |
| Différence:          |       | -1,53 % | -4,68 % | -3,82 % |

| Année:               | 2023. | 2024.   |
| -------------------- | ----- | ------- |
| Nombre de personnes: | 173   | 176     |
| Différence:          |       | +1,73 % |